# Oskar Sundqvist
Oskar Sundqvist (̈* 23. března 1994 Boden) je švédský hokejový útočník hrající za klub Minnesota Wild v severoamerické lize National Hockey League (NHL). Byl draftován týmem Pittsburgh Penguins ve třetím kole z 81. místa při draftu do NHL v roce 2012. V roce 2019 vyhrál s Blues Stanley Cup.

## Hráčská kariéra

### Švédsko
Juniorskou kariéru začal v rodném Švédsku v organizaci Skellefteå AIK. Draftován do NHL byl v roce 2012 týmem Pittsburgh Penguins. V nejvyšší švédské lize Swedish Elite League (SEL) debutoval 24. října 2012 v zápase proti týmu Frölunda HC. V sezóně 2013-14 s Skellefteå vyhrál švédský titul.

### Pittsburgh Penguins
31. května 2014 podepsal tříletou nováčkovskou smlouvu s Penguins. Sezónu 2014-15 strávil na farmě Penguins v týmu Wilkes-Barre/Scranton Penguins v lize American Hockey League (AHL).
V NHL debutoval 5. února 2016 v prohře 6–3 proti Tampa Bay Lightning. Svůj první gól v NHL vstřelil v zápase proti New York Islanders 2. dubna a pomohl tak svému týmu vyhrát 5–0. Celkem v sezóně 2015-16 odehrál 18 zápasů v základní části a 2 zápasy v play-off. Ačkoliv se Penguins na konci play-off radovali z výhry Stanley Cupu, Sundqvist neodehrál ani jeden zápas finále a ani dostatek her v základní sezóně, tudíž se jeho jméno na Stanley Cup nedostalo a nebyl počítán mezi vítězné hráče. Od Penguins ovšem dostal alespoň prsten oslavující výhru Stanley Cupu.

### St. Louis Blues
Během vstupního draftu NHL v roce 2017 byl Sundqvist společně s výběrem v prvním kole draftu vyměněn do St. Louis Blues výměnou za Ryana Reavese a výběr v druhém kole draftu. Většinu sezóny 2017–18 strávil v NHL s Blues a celkem nastoupil do 42 her.
Sundqvist a Blues vyhráli v sezóně 2018-19 Stanley Cup, když porazili Boston Bruins v sedmi zápasech. To znamenalo první vítězství Stanley Cupu v historii tohoto týmu. Sundqvist v 25 hrách play-off zaznamenal čtyři góly a devět bodů. V základní části posbíral v 74 zápasech bodů 31.
21. července 2019 podepsal s Blues čtyřleté prodloužení smlouvy za 11 milionů dolarů.

## Statistiky

### Klubové statistiky
| Sezona      | Klub                           | Soutěž      | Základní část | Základní část | Základní část | Základní část | Základní část | Play off | Play off | Play off | Play off | Play off |
| Sezona      | Klub                           | Soutěž      | Z             | G             | A             | B             | TM            | Z        | G        | A        | B        | TM       |
| ----------- | ------------------------------ | ----------- | ------------- | ------------- | ------------- | ------------- | ------------- | -------- | -------- | -------- | -------- | -------- |
| 2009–10     | Norrbotten                     | TV-pucken   | 7             | 3             | 4             | 7             | 8             | —        | —        | —        | —        | —        |
| 2010–11     | Skellefteå AIK                 | J18         | 21            | 13            | 12            | 25            | 54            | 8        | 1        | 0        | 1        | 29       |
| 2010–11     | Skellefteå AIK                 | J20         | 1             | 0             | 0             | 0             | 0             | —        | —        | —        | —        | —        |
| 2011–12     | Skellefteå AIK                 | J18         | 22            | 13            | 23            | 36            | 78            | —        | —        | —        | —        | —        |
| 2011–12     | Skellefteå AIK                 | J20         | 2             | 1             | 0             | 1             | 0             | —        | —        | —        | —        | —        |
| 2012–13     | Skellefteå AIK                 | J20         | 38            | 17            | 16            | 33            | 48            | 5        | 3        | 2        | 5        | 4        |
| 2012–13     | Skellefteå AIK                 | SEL         | 14            | 1             | 0             | 1             | 8             | —        | —        | —        | —        | —        |
| 2013–14     | Skellefteå AIK                 | SHL         | 51            | 6             | 10            | 16            | 16            | 13       | 4        | 2        | 6        | 16       |
| 2014–15     | Skellefteå AIK                 | SHL         | 41            | 9             | 10            | 19            | 34            | 15       | 1        | 4        | 5        | 18       |
| 2014–15     | Wilkes-Barre/Scranton Penguins | AHL         | —             | —             | —             | —             | —             | 1        | 0        | 0        | 0        | 0        |
| 2015–16     | Wilkes-Barre/Scranton Penguins | AHL         | 45            | 5             | 12            | 17            | 30            | —        | —        | —        | —        | —        |
| 2015–16     | Pittsburgh Penguins            | NHL         | 18            | 1             | 3             | 4             | 4             | 2        | 0        | 0        | 0        | 0        |
| 2016–17     | Wilkes-Barre/Scranton Penguins | AHL         | 63            | 20            | 26            | 46            | 52            | 5        | 0        | 1        | 1        | 19       |
| 2016–17     | Pittsburgh Penguins            | NHL         | 10            | 0             | 0             | 0             | 2             | —        | —        | —        | —        | —        |
| 2017–18     | St. Louis Blues                | NHL         | 42            | 1             | 4             | 5             | 14            | —        | —        | —        | —        | —        |
| 2017–18     | San Antonio Rampage            | AHL         | 6             | 2             | 4             | 6             | 6             | —        | —        | —        | —        | —        |
| 2018–19     | St. Louis Blues                | NHL         | 74            | 14            | 17            | 31            | 22            | 25       | 4        | 5        | 9        | 8        |
| 2019–20     | St. Louis Blues                | NHL         | 57            | 12            | 11            | 23            | 28            | 9        | 0        | 1        | 1        | 0        |
| 2020–21     | St. Louis Blues                | NHL         | 28            | 4             | 5             | 9             | 14            | —        | —        | —        | —        | —        |
| 2021–22     | St. Louis Blues                | NHL         | 41            | 4             | 11            | 15            | 12            | —        | —        | —        | —        | —        |
| 2021–22     | Detroit Red Wings              | NHL         | 18            | 4             | 4             | 8             | 187           | —        | —        | —        | —        | —        |
| 2022–23     | Detroit Red Wings              | NHL         | 52            | 7             | 14            | 21            | 20            | —        | —        | —        | —        | —        |
| 2022–23     | Minnesota Wild                 | NHL         | 15            | 3             | 4             | 7             | 8             | 1        | 1        | 0        | 1        | 0        |
| 2023–24     | St. Louis Blues                | NHL         | 71            | 6             | 15            | 21            | 32            | —        | —        | —        | —        | —        |
| SHL celkově | SHL celkově                    | SHL celkově | 106           | 16            | 20            | 37            | 58            | 28       | 5        | 6        | 11       | 34       |
| NHL celkově | NHL celkově                    | NHL celkově | 426           | 56            | 88            | 144           | 173           | 37       | 5        | 6        | 11       | 10       |

### Reprezentační statistiky
| Rok           | Tým           | Soutěž        | Výsledek      |   | Z | G | A | B | TM |
| ------------- | ------------- | ------------- | ------------- | - | - | - | - | - | -- |
| 2014          | Švédsko       | WJC           | 2. místo      | 7 | 2 | 0 | 2 | 4 |    |
| Junior celkem | Junior celkem | Junior celkem | Junior celkem | 7 | 2 | 0 | 2 | 4 |    |

## Ocenění
| Cena                          | Rok  |       |
| ----------------------------- | ---- | ----- |
| NHL                           |      |       |
| Stanley Cup (St. Louis Blues) | 2019 | [ 9 ] |